# Comuna Doibani I, Stînga Nistrului
Comuna Doibani este o comună din Unitățile Administrativ-Teritoriale din Stînga Nistrului, Republica Moldova. Este formată din satele Doibani I (sat-reședință), Doibani II și Coicova.
Conform recensământului din anul 2004, populația localității era de 1.901 locuitori, dintre care 925 (48.65%) moldoveni (români), 754 (39.66%) ucraineni si 168 (8.83%) ruși.